# Gârlenii de Sus
Gârlenii de Sus – wieś w Rumunii, w okręgu Bacău, w gminie Gârleni. W 2011 roku liczyła 1626 mieszkańców.